# Cascina Torchiera
La cascina Torchiera, risalente alla prima metà del XIV secolo, si trova nella periferia ovest della città di Milano, sull'antico territorio municipale di Garegnano, affacciata sulla piazza del cimitero Musocco. Si tratta di un edificio costituito da tre ali e una corte interna, per complessivamente circa 1000 m2.

## Storia
La cascina rimase di proprietà dei Padri della Certosa di Garegnano, a cui fu donata dal vescovo Giovanni Visconti  fino al 1888.
Sull'origine del suo nome esistono diverse ipotesi legate all'attività agricola: o prende  il suo nome all'esistenza, nel passato, di un torchio per olio ; oppure lo prende dalla pratica di "torchiatura" della canapa coltivata nei campi, per ottenere filati da trasformare in corde e sacchi   ; ma alcuni sostengono che nella prima metà dell'800, la cascina Torchiera è confermata come Torcera e la simbologia dei campi tutto attorno ad essa evidenzia l’estesa coltivazione della vite che trovava nel torchio da vino della cascina la sua trasformazione. Fu in seguito acquisita dal Comune di Milano, per permettere l'ampliamento del cimitero . e per un certo lasso di tempo continuarono al suo interno diverse attività di carattere artigianale ed una sede locale del Psi. L'incuria e l'abbandono in cui versava la struttura (ancora oggi di proprietà demaniale), provocarono il cedimento di una parte consistente dei tetti ed un progressivo e generalizzato degrado architettonico.
Nel 1992 un gruppo di ragazzi del quartiere, decise di occupare la cascina allo scopo di costituirvi un centro sociale, per dare luogo ad uno spazio di aggregazione sociale e dibattito politico non istituzionale all'interno del quartiere. Diversi collettivi di sinistra e diverse identità si avvicendarono nei primi quindici anni di storia dello spazio sociale. Nel 1995 il comune blocca la fornitura d'acqua e gli occupanti la ribattezzano come  "Cascina Autogestita Torchiera SenzAcqua", continuandone l'attività, con corsi per stranieri, scuola di arte di strada , attività teatrale   .
Senzacqua, dunque, è il suffisso aggiunto nel ‘95, quando il Comune decise di tagliare l’acqua corrente costringendo gli occupanti a trovare delle soluzioni creative per l’approvvigionamento, un evento talmente singolare che negli anni ha assunto il valore di rivendicazione politica, sin da quando, nel ’99, fu evitato il primo sgombero anche grazie a una celebre telefonata del nobel Dario Fo all’allora sindaco Albertini.
Alcuni ricordano la Cascina per le esibizioni di teatranti come Paolo Rossi, Ascanio Celestini, Judith Malina del Living Theatre o per le anteprime di film e documentari, come quelli della regista Iara Lee. Altri per gli eventi musicali di cui si è fatta promotrice, dalla word music al jazz, all’elettronica, al rock indipendente, alla classica, tra cui “sorprese” improvvisate come l’omaggio a De Andrè di Gianna Nannini, o l'esibizione nel 2017 di alcuni tenori e musicisti de La Scala. Ma sono soprattutto artisti underground come Damo Suzuki dei Can, KK Null, o i giapponesi Acid Mother’s Temple, o ancora autorevoli esponenti del rock tricolore, come Enrico Gabrielli, Xabier Iriondo e Roberto Dellera degli Afterhours, gli Assalti Frontali, Dj War e Treble dei Sud Sound System, Pierpaolo Capovilla del Teatro degli Orrori, Stefania Pedretti di ?Alos e OvO, Tommy Kuti, ESA degli OTR, Punkreas e innumerevoli altri, anche grazie al decennale festival indipendente Trok!.
La Cascina ha presentato con orgoglio una serie di iniziative dedicate ai disabili in carrozzina e, prima di farlo, ha reso gli spazi accessibili restaurando completamente il basolato esterno e costruendo un nuovo bagno per carrozzati oltre a una rampa per il grande palco esterno .
Nel dicembre del 2009, il Comune di Milano ha stabilito la vendita della cascina, all'interno di un lotto comprendente diversi immobili del patrimonio comunale. La vendita è gestita tramite asta dal gruppo bancario BNP Paribas.
Il 3 gennaio 2011 la cascina Torchiera è stata stralciata dall'elenco degli immobili in vendita nel Fondo Immobiliare II del Comune di Milano ed è tornata ad essere proprietà del demanio.
Negli ultimi anni, in particolare, Torchiera è stata teatro di un’importante opera di restauro che ha coinvolto prima il tetto storico, poi le pareti esterne che hanno ripreso vita grazie a un workshop di terra cruda a cura del Collettivo Geologika che vanta collaborazioni con il Museo Macro a Roma o l’Hangar Bicocca a Milano. Per quanto riguarda gli artisti che hanno rinnovato i murales dentro e fuori, troviamo alcuni dei maggiori esponenti della street art anche di livello internazionale.
Nel 2015, per valorizzare un fondo che le fu donato quanche anno prima da Antonio Caronia, intellettuale milanese esperto di post-umano, due stanze sono state rimaneggiate e allestite come biblioteca/archivio assieme alla Mutoid Waste Company, collettivo britannico di artisti che dall’84 riciclano rottami, autori tanto delle sculture presenti alla cerimonia di chiusura delle Paraolimpiadi di Londra del 2012, quanto di costumi e scenografie della sigla della trasmissione Avanzi dei primi anni ’90. Sugli scaffali, allestiti in stile cyberpunk,  un archivio di libri e pubblicazioni di movimento, dai fumetti alla narrativa fantascientifica, passando per vecchie fanzine autoprodotte che Caronia aveva donato alla Cascina e che oggi iniziano a essere disponibili anche online grazie al lavoro di digitalizzazione.
Durante l'emergenza covid gli occupanti hanno aderito al progetto delle brigate di solidarietà popolare, fornendo, come Brigata Pedretti, servizi e assistenza alimentare gratuita alle famiglie del quartiere.
L’appuntamento fisso, per chi frequenta assiduamente lo spazio, è il mercato agricolo biologico del lunedì pomeriggio, spesso arricchito da produzioni di contadini e artigiani locali e seguito, dopo la pratica di yoga, da una cena popolare che si distingue per la creatività dei menu vegani a prezzi popolari. 
A giugno del 2020 il Comune di MIlano ha indetto un avviso di interesse per 25 dei 50 immobili demaniali in disuso che includono alcuni spazi autogestiti come Torchiera, Ri-make e Lambretta, ma Palazzo Marino non hanno trovato soddisfacenti le tre manifestazioni d'interesse per Torchiera. In particolare, per l'occasione, il sindaco Beppe Sala ha dichiarato ai microfoni di Radio Popolare che "ci sono centri che durante questa emergenza si sono tirati su le maniche e hanno aiutato, portando alimenti a chi era in difficoltà, rimboccandosi le maniche [...] Non è facile per noi trovare una soluzione, ma posso solo garantire tutte le formule per cercare di evitare altri problemi e di riconoscere che alla fine parliamo di spazi sociali che forniscono una produzione culturale alternativa, un'aggregazione a basso costo, svolgono una funzione molto contemporanea". 

### Archeologia
Nel bosco della Merlata, nella vicinanza della cascina, nel 1890 furono trovate quattro tombe a cremazione ad olla, con fittili e ferri .